# Mexican League
De Mexican League is een Minor league baseball league met de AAA-status (net onder de MLB) in Mexico. De Mexican League werd gevormd in 1960.

## Teams

### Zomer League (ook wel Mexican Basebal League)

#### Noord Zone
- Acereros de Monclova
- Dorados de Chihuahua
- Pericos de Puebla
- Potros de Tijuana
- Saraperos de Saltillo
- Sultanes de Monterrey
- Tecolotes de Nuevo Laredo
- Vaqueros Laguna

#### Zuid Zone
- Diablos Rojos del México
- Guerreros de Oaxaca
- Leones de Yucatán
- Olmecas de Tabasco
- Piratas de Campeche
- Petroleros de Minatitlán
- Rojos del Aguila de Veracruz
- Tigres de Quintana Roo

### Winter League (ook wel Mexican Pacific League)
- Culiacán Tomato Growers
- Guasave Cotton Growers
- Hermosillo Orange Growers
- Los Mochis Sugarcane Growers
- Mazatlán Reindeer
- Mexicali Eagles
- Navoja Mayos
- Obregon Yaquis

Zomer League
Noord Zone: Acerereos de Monclova · Diablos Rojos de México · Potros de Tijuana · Rieleros de Aguascalientes · Saraperos de Saltillo · Sultanes de Monterrey · Tuneros de San Luis · Vaqueros Laguna
Zuid Zone: Guerreros de Oaxaca · Leones de Yucatán · Olmecas de Tabasco · Pirateas de Campeche · Petroleros de Poza Rica · Pericos de Puebla · Rojos del Aguila de Veracruz · Tigres de la Angelopolis
Winter League
Culiacán Tomato Growers · Guasave Cotton Growers · Hermosillo Orange Growers · Los Mochis Sugarcane Growers · Mazatlán Reindeer · Mexicali Eagles · Mayos de Navojoa · Obregon Yaquis